# أندريه ماريا
أندريه ماريا. (بالفرنسية: Andrée, Maria)‏ولدت في 7 يونيو 1901 في دوديلانج في لوكسمبورج، وتوفيت 20 أكتوبر 1976 في شارلفيل-ميزيير في الأردين، هي امرأة سياسية فرنسية. نائبة برلمانية، واحدة من ثلاث نساء أعضاء في الجمهورية الفرنسية الرابعة، وكذلك وكيلة وزارة الدولة لشؤون الشباب والرياضة.